# 196 هـ
196 هـ هي سنة في التقويم الهجري امتدت مقابلةً في التقويم الميلادي بين سنتي 811 و812.

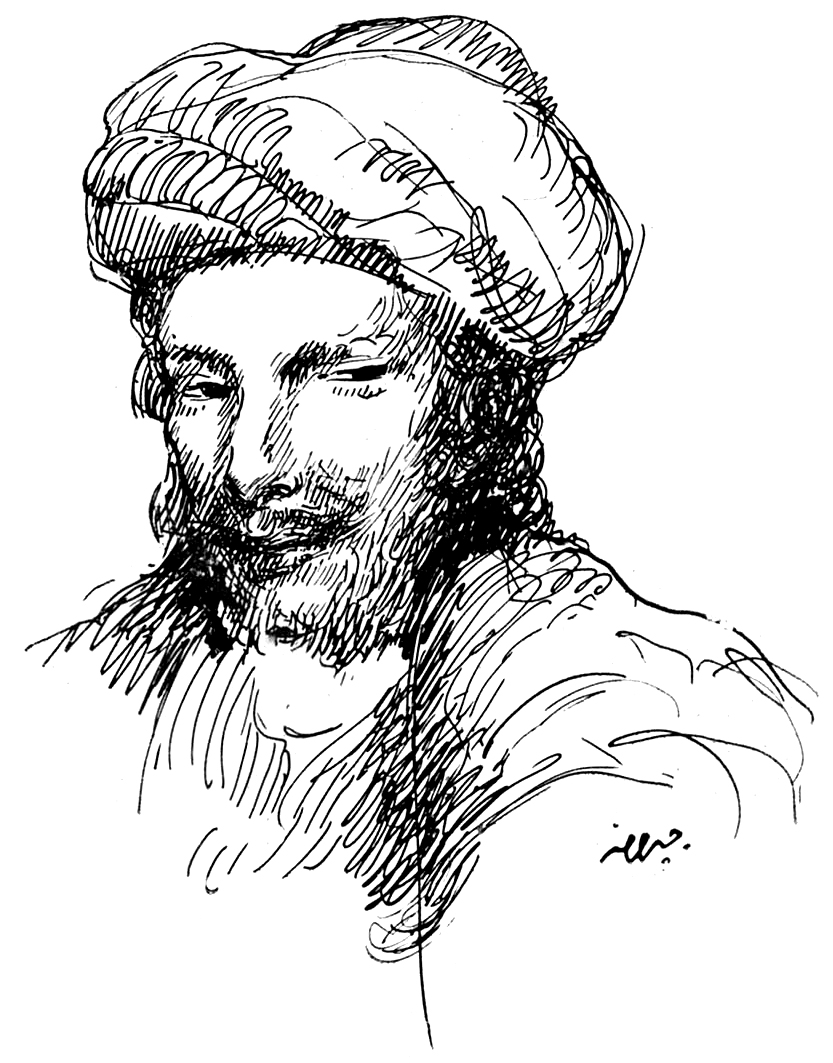
أبو نواس

## وفيات
- إبراهيم بن الأغلب التميمي مؤسس الدولة الأغلبية وأول ملوكها.
- معاذ بن معاذ قاضي البصرة في عهد الخليفة هارون الرشيد.
- أبو الشيص محمد
- أبو نواس
- سياط
- عبد الملك بن صالح بن علي
- عبدالملك العباسي